# Xcode
Xcode — інтегроване середовище розробки (IDE) виробництва Apple. Дозволяє створювати програмне забезпечення з використанням таких технологій як GCC, GDB, Java та ін. На сьогодні є єдиним засобом написання «універсальних»(Universal Binary) прикладних програм для Mac OS X.

## Опис
Xcode включає в себе більшу частину документації розробника від Apple та Interface Builder — застосунок, який використовується для створення графічних інтерфейсів.
Пакет Xcode містить змінену версію  вільного набору компіляторів GNU Compiler Collection і підтримує мови  C, C++, Objective-C,  Swift, Java, AppleScript, Python і Ruby з різними моделями програмування, включаючи (але не обмежуючись) Cocoa,  Carbon і Java. Сторонніми розробниками реалізована підтримка GNU Pascal, Free Pascal,  Ada,  C #, Perl, Haskell і  D. Пакет Xcode використовує GDB як back-end для свого налагоджувача.
У серпні 2006 Apple оголосила про те, що DTrace, фреймворк динамічного трасування від Sun Microsystems, випущений як частина OpenSolaris, буде інтегрований в Xcode під назвою Xray. Пізніше Xray був перейменований в Instruments.